# Gösta Lundquist (seglare)
Gösta Lundquist, född 15 augusti 1892 i Göteborg, död 10 oktober 1944 i Göteborg, var en svensk seglare.
Han seglade för Kullaviks KKK. Han blev olympisk guldmedaljör i Antwerpen 1920 i klassen skärgårdskryssare 30 m2 som rorsman på båten Kullan. Då båten var enda startande båt i klassen, så det räckte med att komma i mål för att vinna guldet. Övriga besättningsmedlemmar var Rolf Steffenburg och Gösta Bengtsson.